# Альфа Стрельца
Альфа Стрельца (лат. Alpha Sagittarii) — звезда, которая находится в созвездии Стрелец на расстоянии приблизительно 170 световых лет от Земли и имеет видимую звёздную величину +3.97. Имеет традиционные арабские названия — Рукбат и Алрами.

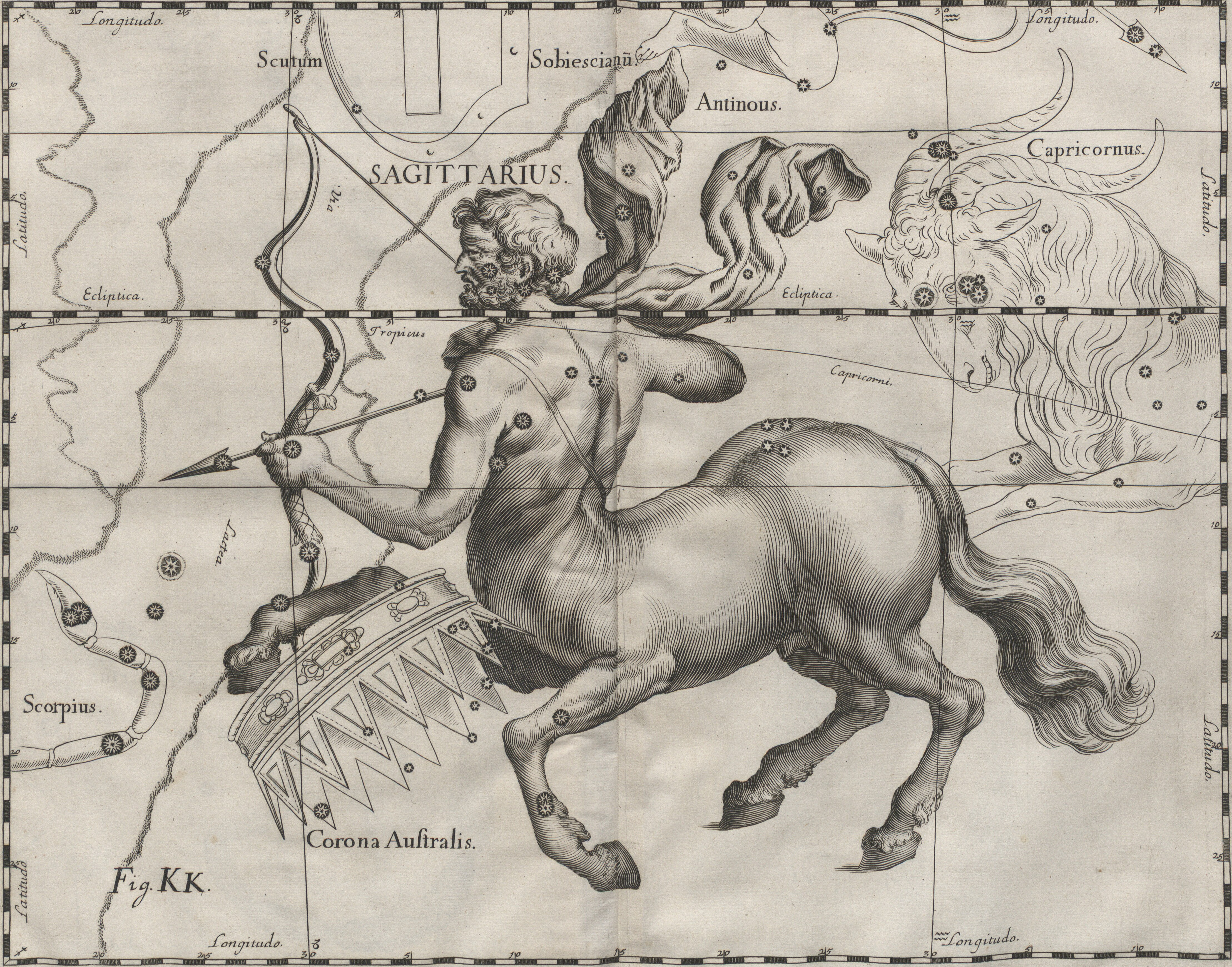
Созвездие Стрельца в звездном атласе Яна Гевелия

α Стрельца является бело-голубой звездой класса B главной последовательности. Несмотря на название Альфа — не является самой яркой видимой звёздной величиной в созвездии. Излучает избыточное инфракрасное излучение, что может свидетельствовать о наличии диска пыли и обломков вокруг звезды.
Альфа Стрельца имеет традиционное арабское название — Рукбат аль Рами (Rukbat al-Rāmī), что можно перевести как «колено лучника». На изображении созвездия Стрельца в звездном атласе Яна Гевелия Альфу Стрельца можно найти как раз выше сгиба колена передней ноги кентавра.
Не следует путать Рукбат в созвездии Стрельца и Рукбах в созвездии Кассиопеи.

## В литературе
В серии книг «Всадники Перна» Энн Маккефри действие происходит на планете Перн, принадлежащей системе Ракбета (искаженный перевод). В книгах Ракбет — желтая звезда класса G (аналогичная земному Солнцу), что не соответствует действительному классу звезды.